# Gladki jeseter
Gladki jeseter (znanstveno ime Acipenser nudiventris) je vrsta rib iz družine jesetrov.
Gladki jeseter je bil v preteklosti pogosta riba Črnega in Aralskega morja ter Kaspijskega jezera. Danes je prisoten le še v reki Ural (v Rusiji in Kazahstanu). Možno je sicer še, da se je kakšna izolirana populacija ohranila tudi v reki Rioni v Gruziji ter reki Safid Rud v Iranu. Vrsto so v šestdesetih letih 20. stoletja naselili tudi v jezero Balkaš v Kazahstanu, kjer je danes največja in najbolj zdrava populacija te ribje vrste.